# Wilhelm I Zły
Wilhelm I Zły (wł. Guglielmo I di Sicilia) (ur. pomiędzy 1122 a 1131, zm. 7 maja 1166) – król Sycylii 1154-1166 z dynastii Hauteville.
Syn króla Sycylii Rogera II i Elwiry, córki Alfonsa VI, króla Leonu i Kastylii.
Ojciec Wilhelma w 1130 roku został pierwszym normańskim królem władztwa obejmującego Sycylię i południową Italię, koronowanym przez antypapieża Anakleta II, co potwierdził później, po śmierci Anakleta, papież Innocenty II. Jeszcze za swego życia Roger II nadał Wilhelmowi kolejno tytuły księcia Tarentu, Kapui, Neapolu i Apulii, a w Wielkanoc 1151 roku koronował syna na króla, czyniąc go współrządcą królestwa, co miało zapobiec przyszłym sporom między suwerenem a baronami.
Po śmierci Rogera II (26 lutego 1154) Wilhelm został jedynym władcą królestwa, jednakże, w przeciwieństwie do ojca, Wilhelmowi zabrakło charyzmy niezbędnej do pokojowego utrzymania jedności swego państwa. Przeciwko nowemu władcy wystąpili baronowie, przeważnie normańskiego pochodzenia, sprzeciwiający się wzmocnieniu centralnej władzy króla, a także ludność lombardzka i romańska, niezadowolone z uprzywilejowanej pozycji Saracenów zamieszkujących królestwo. Poważne bunty wybuchły w Palermo, gdzie rebeliantów wspomógł papież Hadrian IV, który odmówił Wilhelmowi uznania jego koronacji z roku 1151, obawiając się uzależnienia od rosnącego w siłę królestwa Normanów. Buntownicy opanowali większą część królestwa, a okazję wykorzystali zewnętrzni wrogowie – przeciwko Wilhelmowi wystąpili wspólnie niemiecki władca Fryderyk I Barbarossa, który wnet zdobył koronę cesarską (czerwiec 1155) i cesarz bizantyński Manuel I Komnen, którego wojska zajęły w 1155 Bari, Trani i Tarent, następnie obległy Brindisi, zajmując tereny, które podlegały Bizancjum, dopóki nie przejęli ich Normanowie.
Mimo niepowodzeń Wilhelm zawarł sojusze z włoskimi republikami Genui i Wenecji, co skłoniło Fryderyka Barbarossę do wycofania wojsk, a w 1156 w bitwie pod Brindisi Wilhelm pokonał armię i flotę Bizantyńczyków, zmuszając ich do opuszczenia Italii. Wilhelm na powrót opanował zbuntowane miasta, zachowując przy życiu ich mieszkańców, jednak najbardziej buntownicze Bari zostało ukarane całkowitym praktycznie zburzeniem (1156), ostały się jedynie niektóre kościoły, w tym bazylika św. Mikołaja. W tej sytuacji w 1156 w Benewencie papież Hadrian IV zawarł z Wilhelmem konkordat, uznając jego królewską władzę oraz prawo do powoływania biskupów w całej południowej Italii, w zamian Wilhelm został papieskim lennikiem. Kolejna porażka Bizancjum w bitwie morskiej koło Eubei spowodowała, iż tamtejszy cesarz zrezygnował z dotychczasowych planów i zawarł z Wilhelmem antyniemiecki sojusz.
Silna władza króla spowodowała, że niezadowoleni baronowie z Kalabrii nadal knuli spiski, wskutek czego w listopadzie 1160 zamordowany został królewski kanclerz Maio de Bari, a gdy rok później Wilhelm podniósł podatki, przeciwko królowi wystąpili kolejni baronowie i ludność Palermo, będącego stolicą królestwa. W marcu 1161 spiskowcy wdarli się do królewskiego pałacu, zagrabili skarbiec, spalili archiwa zawierające rejestry podatkowe oraz uwięzili Wilhelma i jego rodzinę, zabijając m.in. dziewięcioletniego syna Rogera. Niesnaski wśród spiskowców i postawa wyższego duchowieństwa, zaniepokojonego rozwojem wydarzeń, pomogły Wilhelmowi odzyskać wolność. Chcąc ostatecznie pokonać buntowników władca zapoczątkował politykę terroru, poddając swych przeciwników wymyślnym torturom i egzekucjom. Jednak bunty nadal się tliły i trwały z różnym natężeniem także po śmierci króla, który zmarł w maju 1166 roku i został pochowany w katedrze w Monreale, ufundowanej przez jego syna Wilhelma II.

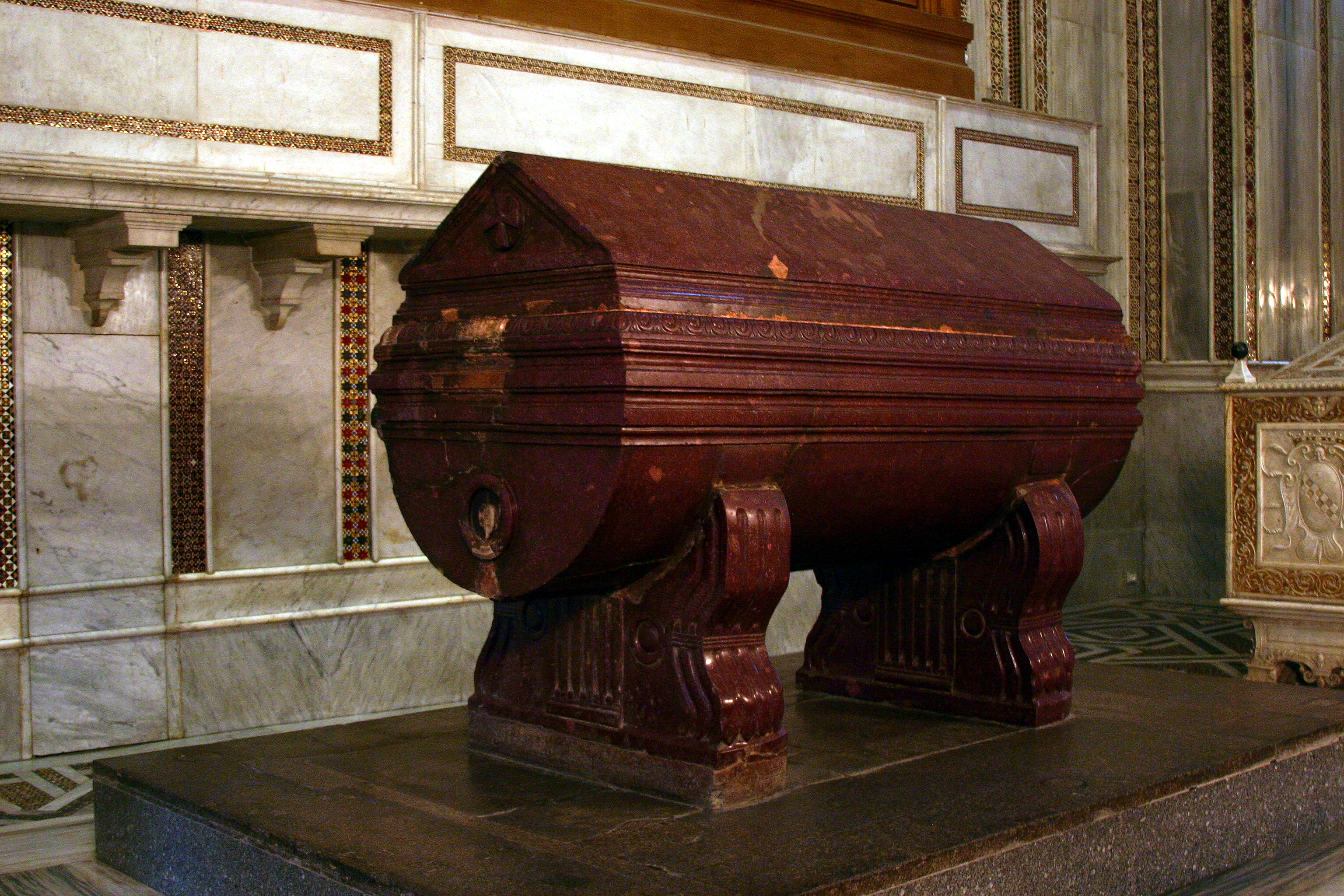
Sarkofag Wilhelma I w katedrze w Monreale

Wilhelm I był żonaty z córką króla Nawarry Garcii IV, Małgorzatą (zm. 1182), która po śmierci męża została regentką. Dziećmi królewskiej pary byli: wspomniany wcześniej Roger (ur. 1152), Robert (zm. przed 1166), następca tronu Wilhelm II Dobry (ur. 1155), który panował do 1189, oraz Henryk (zm. 1172).